# Dassault nEUROn
Dassault nEUROn — проектируемый разведывательно-ударный беспилотный бомбардировщик . Разрабатывается французской компанией Dassault Aviation.
В проекте принимают участие компании Saab AB, RUAG Aerospace, EAB, EADS CASA и Alenia. В полном масштабе макет был показан на парижском авиасалоне Show в 2005 году. В проект закладываются стелс-технологии. Испытательные полёты должны были быть проведены во Франции, Швеции и Италии в начале 2010 года. Беспилотник может нести две управляемые бомбы. На разработку выделено 400 млн евро. Стоимость аппарата оценивается в 25 млн евро.
Первый полет прототип nEUROn совершил 1 декабря 2012 года на испытательной базе компании Dassault Aviation в Истр.

## ТТХ
1. Длина: 9,5 м
2. Размах крыла: 12,5 м
3. Вес брутто: 6000 кг
4. Скорость 0,8 М